# Рудня (Речковский сельсовет)
Рудня — деревня Ивацевичского района Брестской области Беларуси. Входит в состав Речковского сельсовета. Находится в 65 км на юго-восток от г. Ивацевичи, в 20 км от посёлка Телеханы.

## История
Рудня известна с 19 века. Название поселения распространено в Беларуси и происходит от старобелорусского термина «рудня» — предприятие по обработке болотной железной руды, железоплавильный завод. Возможно, возникновение деревни связано с существованием в прошлом такого предприятия.
В 1897 г. деревня Телеханской волости Пинского повета Минской губернии. Имелось 39 домов, 235 жителей, корчма, хлебозапасный магазин. В 1909 г. — 54 дома, 428 жителей. 
С 1921 г. — в составе Польши. В 1924 г деревня в Телеханской гмине, 81 дом, 489 жителей. В 1928 г. жители отказалась посылать детей в Польскую школу и потребовали белорусского учителя.
С 1939 г. Рудня находится в составе БССР. В 1940 г. — поселение в Речковском с/с Телеханского района Пинской области. С 1954 г. в Брестской области, с 1959 г. в Пинском районе, с 1965 г. в Ивацевичском районе.
В 1940 - 120 домов, 751 житель. В Великую Отечественную войну деревня находилась под оккупацией фашистской Германии. 9 мирных жителей стали жертвами фашистского террора, 17 воинов — руднянцев погибли на фронте. Недалеко от деревни немецкие захватчики расстреляли 2000 советских граждан. В 1968 на их могиле поставлена стела.
В 1952 г. — 163 двора, 771 житель, действовал колхоз «Победа», имелась школа. В 1958 г. — 196 хозяйств, 861 житель.
В 1970 г. — 1037 жителей. 1997 г. — 280 домов, 711 жителей. На 1 января 2009 г 532 жителя, 240 хозяйств. Работает базовая школа, лесничество, почта, магазин, ФАП, библиотека, клуб, филиал Беларусбанка.